# Nm

nm — команда в операционной системе UNIX, печатающая информацию о бинарных файлах (объектных файлах, библиотеках, исполняемых файлах и т. д.), прежде всего таблицу имён. Вывод различает между разными типами имён, например, именами функций, вызываемых из данного файла и функций, описанными в нём. Команда nm используется в отладке, в частности для разрешения конфликтов имён.
Таблица имён может быть удалена из файла при помощи утилиты strip.
Проект GNU поставляет утилиту nm как часть пакета Binutils.